# Lillian Rich
Lillian Rose Rich Woodland, más conocida como Lillian Rich (1 de enero de 1900 – 5 de enero de 1954) fue una actriz nacida en Inglaterra que trabajó en películas mudas. Apareció en 60 películas entre 1919 y 1940.

## Biografía
Rich nació en Herne Hill, Londres, el 1 de enero de 1900. En 1919, se casó con un piloto de combate canadiense llamado Lionel Edward "Leo" Nicholson, y lo acompañó para poder regresar a su ciudad natal Winnipeg, Manitoba. El suegro de Rich decidió que ella tendría un futuro en Hollywood y le dio $1000 de sus propios ahorros para poder financiar su carrera como actriz.
Después de haber hecho su primera aparición en The Day She Paid (1919), Rich rápidamente estaba siendo muy buscada, haciendo 18 películas entre 1920 y 1922.
En 1923, Rich perdió su apoyo financiero después de que su suegro enfermara y muriera, y no hizo apariciones en películas durante el siguiente. Pronto se divorció de su esposo, y Rich recuperó su ritmo en 1924, haciendo apariciones en 6 películas, y interpretando más de 8 papeles en 1925. También recibió atención por la crítica por haber interpretado a la mujer "devoradora de hombres y trepadora social" en The Golden Bed, de Cecil B. DeMille, y una reseña de The New York Times la describió como una mujer "extraordinariamente hermosa". Su siguiente y último papel fue en la película sobre ferrocarriles de 1926 Whispering Smith.
Su carrera declinó a principios de la década de 1930, posiblemente porque la voz de Rich no podía adaptarse bien debido a la aparición de las nuevas películas "sonoras" que se afianzaron a medida que la tecnología de sonido se estaba normalizando.
Rich murió 4 días después de haber cumplido 54 años, 5 de enero de 1954, en Woodland Hills, Los Ángeles.

## Filmografía parcial
- The Day She Paid (1919)
- One Hour Before Dawn (1920)
- Dice of Destiny (1920)
- Felix O'Day (1920)
- Beyond (1921)
- The Sage Hen (1921)
- Go Straight (1921)
- The Millionaire (1921)
- The Blazing Trail (1921)
- Man to Man (1922)
- The Bearcat (1922)
- Afraid to Fight (1922)
- The Kentucky Derby (1922)
- One Wonderful Night (1922)
- The Love Master (1924)
- The Man from Wyoming (1924)
- The Phantom Horseman (1924)
- Empty Hearts (1924)
- The Love Gamble (1925)
- Never Say Die (1924)
- The Golden Bed (1925)
- Seven Days (1925)
- Soft Shoes (1925)
- On the Front Page (1926)
- Dancing Days (1926)
- Exclusive Rights (1926)
- The Isle of Retribution (1926)
- The Golden Web (1926)
- Snowbound (1927)
- God's Great Wilderness (1927)
- Woman's Law (1927)
- Web of Fate (1927)
- That's My Daddy (1928)
- The Old Code (1928)
- The Forger (1928)
- High Seas (1929)
- Red Pearls (1930)
- The Devil Plays (1931)
- Once a Lady (1931)
- A Lad an' a Lamp (1932)
- Birthday Blues (1932)
- Mark of the Spur (1932)
- Free Wheeling (1932)
- Sprucin' Up (1935)
- The Girl Friend (1935)